# Santo Domingo
Santo Domingo este capitala Republicii Dominicane. Acest oraș a fost construit curând după colonizarea noii lumi, și a fost considerat Prima capitală americană.

## Istoric
Titlul acesta onorabil i-a fost acordat capitalei Republicii Dominicane pentru progresul cultural efectuat: construirea primei catedrale, a primei universități și a primului spital din toată America.

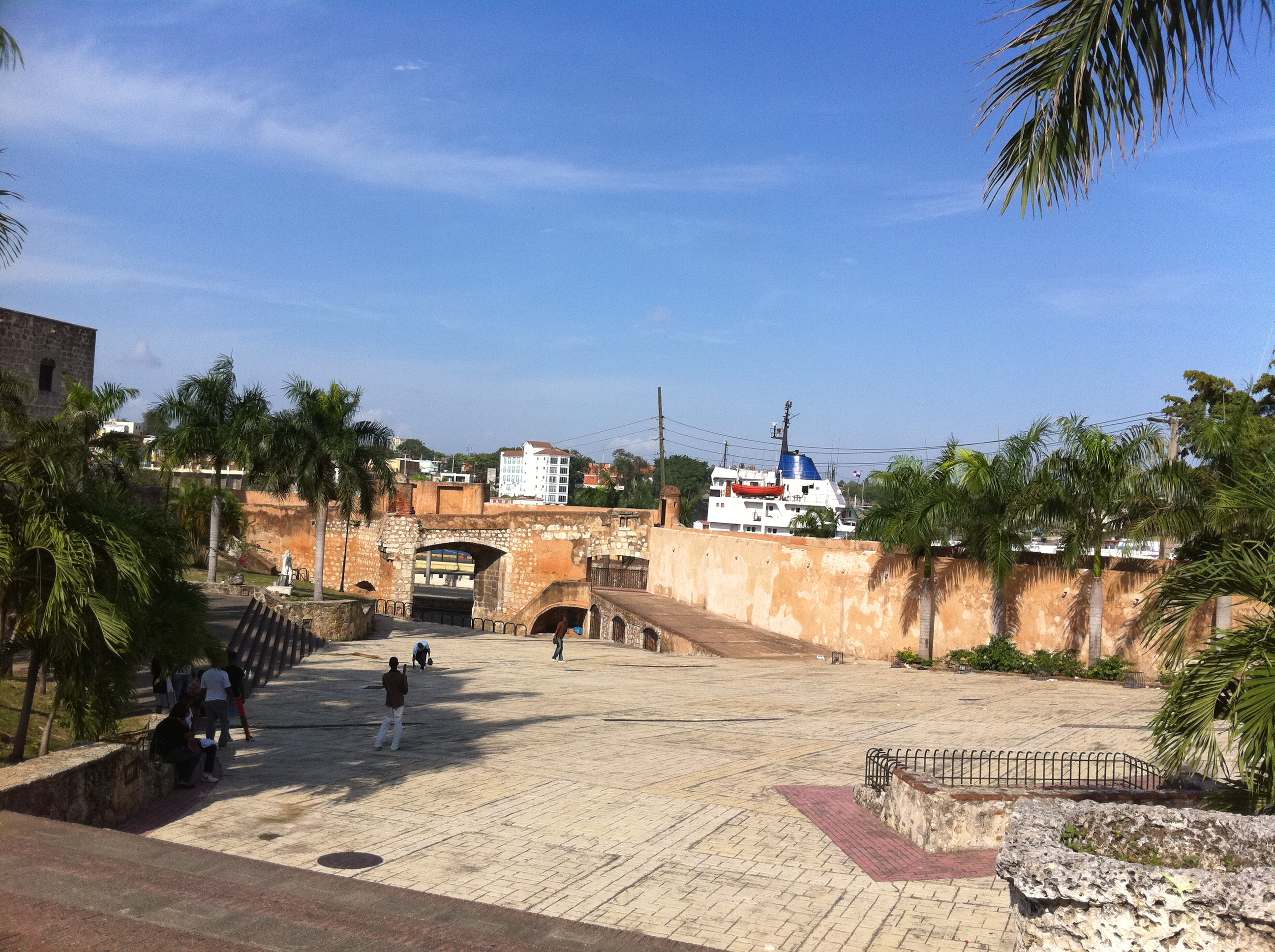
Plaza Espana din Santo Domingo.

## Personalități născute aici
- Iris Peynado (n. 1958), actriță italiană;
- Luis Abinader (n. 1967), om de stat, președinte al Republicii Dominicane⁠(d).